# Penhaligon's

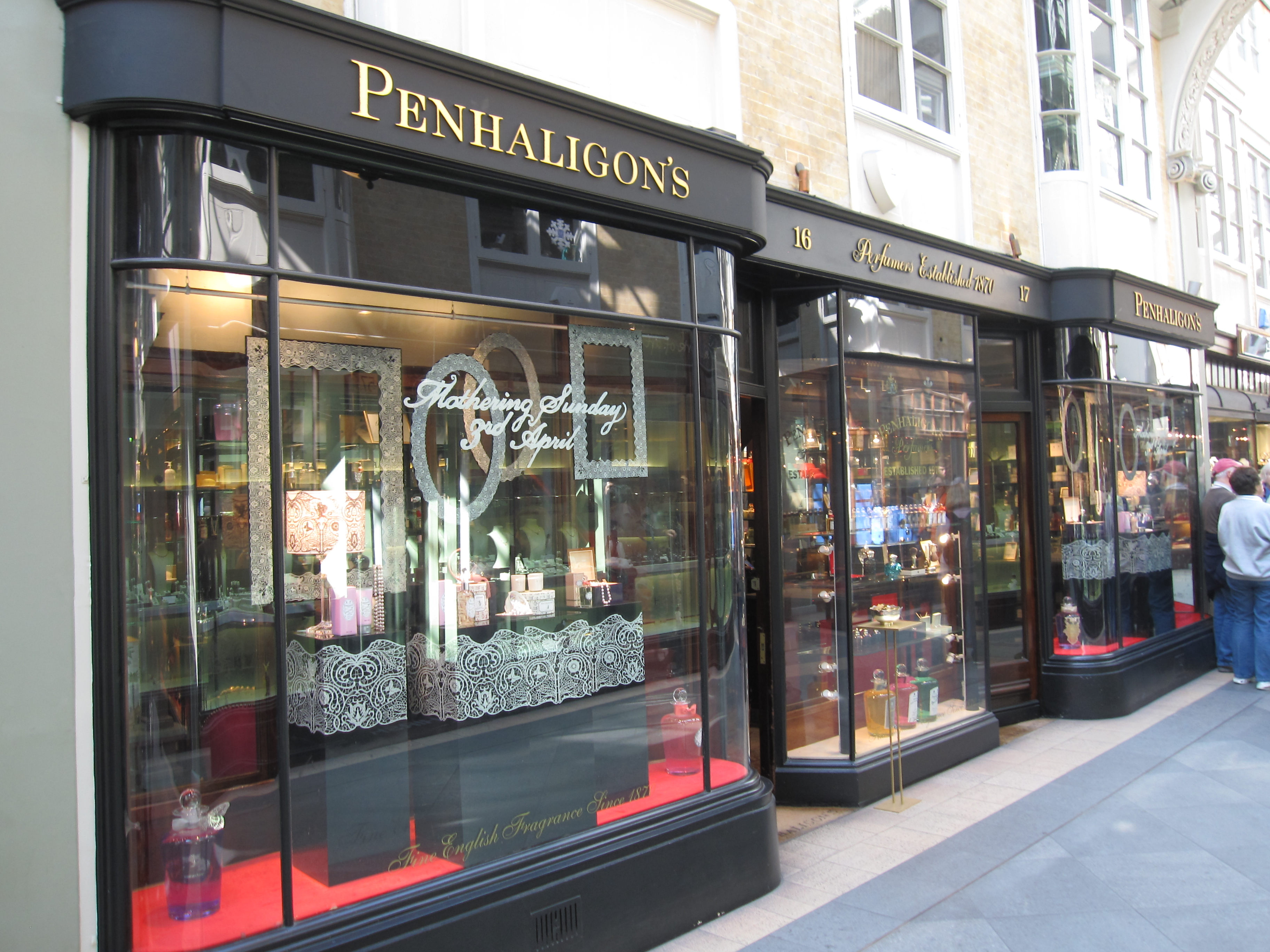
Магазин Penhaligon's в Лондоні

Penhaligon's — британський парфумерний будинок, заснований наприкінці 1860-х років Вільямом Генрі Пенхалігоном, корнуолльським перукарем, який переїхав до Лондона та став придворним перукарем та парфумером королеви Вікторії.
Сьогодні Penhaligon's повністю належить іспанській компанії моди та ароматів Puig.

## Магазини
Окрім бутиків на території Великої Британії, фірмові магазини парфумів Penhaligon's також є в Парижі, Нью-Йорку, Гонконгу, Канаді, Ірландії, Сан-Франциско, Сінгапурі, Об’єднаних Арабських Еміратах, Саудівській Аравії, Макао та на Тайвані. 